# Ieixivà Har Hamor
La Ieixivà Har Hamor (en hebreu: ישיבת הר המור) és una ieixivà sionista religiosa situada a la ciutat de Jerusalem, va ser fundada en 1998 com una branca de la Ieixivà Mercaz HaRav Kook.

## Lideratge
El president de la ieixivà és el Rabí Tzvi Tau, i els seus altres líders són els rabins Amiel Sternberg i Mordechai Sternberg. Actualment hi ha al voltant de 450 estudiants. Molts d'ells estan casats, i l'edat mitjana dels estudiants és més alta que a les altres ieixives sionistes religioses.
El nom del seminari significa "muntanya de la mirra", i es basa en el Càntic dels Càntics 4:6, en una frase que en la tradició jueva es refereix a la Muntanya del Temple. La ieixivà va ser fundada com una escissió de la Ieixivà Mercaz HaRav Kook.

## Història
La ieixivà es va fundar quan un grup de rabins, encapçalats pel Rabí Tau, es van separar de la Ieixivà Merkaz Harav Kook. El motiu de la separació va ser un desacord entre el Rabí Avraham Shapira, el cap de la Ieixivà Mercaz HaRav, i el Rabí Tau, sobre el millor enfocament per a l'educació de la Torà. La causa immediata va ser l'oposició del Rabí Tau a la creació d'una escola de professors en la ieixivà, la qual cosa, en la seva opinió, perjudicaria la puresa de l'aproximació de la ieixivà a l'estudi de la Torà. Hi havia molta tensió entre els dos caps en aquest moment, però ha minvat amb el temps. Aquesta va ser la primera vegada que una ieixivà religiosa sionista es va dividir.

## Ubicació
La ieixivà ha estat situada en diversos indrets situats a diversos barris de la ciutat de Jerusalem: a Kiryat Menachem, després a Bayit Vegan, i després en 2008 a Kiryat HaYovel. La ieixivà es va mudar a un edifici permanent de nova construcció que està situat al barri de Har Homa a l'agost de 2017.

## Ideologia
La ieixivà segueix els ensenyaments del Rabí Abraham Isaac Kook i el seu fill el Rabí Tzvi Yehuda Kook. Té un enfocament sionista que veu una santedat especial en la institució de l'Estat d'Israel, que el Rabí Kook (el major) va anomenar "el tron de Déu al món". La ieixivà està al capdavant d'una sèrie d'institucions que també estan connectades amb el Rabí Tau, que en conjunt es coneixen com les ieixives que segueixen la línia. A més de l'estudi del Talmud babilònic amb els comentaristes tradicionals (els Rixonim i els Acharonim), la yeshivá posa una especial èmfasi en l'estudi del pensament jueu, segons l'enfocament del Rabí Kook. Els estudiants solen servir a l'Exèrcit israelià al programa Hesder ieixivà, com fan els estudiants de la Ieixivà Mercaz Harav Kook.